# Margot Trooger
Margot Elfriede Trooger (* 2. Juni 1923 in Rositz; † 24. April 1994 in Mörlenbach, Hessen) war eine deutsche Bühnen- und Filmschauspielerin.

## Leben und Werk
Margot Trooger, die in der Ortlage Gorma in Thüringen geborene Tochter des Fuhrunternehmers Alfred Trooger und dessen Ehefrau Hedwig Trooger, besuchte ein Lyzeum und danach eine Handelsschule. Sie arbeitete als Direktionssekretärin in Innsbruck, ging 1945 nach München auf die Schauspielschule und nahm Schauspielunterricht bei Eva Fiebig, Siegfried Süßenguth und Ernst Fritz Fürbringer. Im Jahr 1946 gab sie ihr Debüt in Bamberg in dem Drama Der Tor und der Tod von Hugo von Hofmannsthal. Ihr erstes Engagement erhielt sie 1947 an den Kammerspielen Bremen, 1948 agierte sie in Stuttgart, 1950 bis 1952 am Kleinen Theater in Baden-Baden, 1952 bis 1953 wirkte sie an den Wuppertaler Bühnen, ab 1954 am Deutschen Schauspielhaus in Hamburg. Nach der Geburt ihrer Tochter 1955 machte sie eine vierjährige Berufspause. Weitere Auftritte führten sie an das Schillertheater und das Schlosspark Theater in Berlin sowie an das Bayerische Staatsschauspiel in München, die Münchner Kammerspiele, das Schauspielhaus Zürich und das Wiener Burgtheater. Weitere Bühnenauftritte hatte sie bei den Ruhrfestspielen in Recklinghausen, den Grillparzerfestspielen, Theatertourneen (etwa Théâtre Sarah-Bernhardt Paris und Wiener Burgtheater) und bei der Weltausstellung Brüssel 1958. In den ersten Jahren ihrer Karriere war sie fast ausschließlich auf der Theaterbühne zu sehen, Filme wie Rosen im Herbst (1955) an der Seite von Ruth Leuwerik blieben die Ausnahme. Insgesamt spielte sie in etwa 40 Filmen in- und ausländischer Produktion und hatte über 140 Fernsehrollen.
Mit 26 Jahren erhielt die große, für ihr volles blondes Haar bekannte Schauspielerin ihre erste Filmrolle in der Heinz-Rühmann-Komödie Ich mach dich glücklich. Die Phase größter Aktivität vor der Kamera begann 1959 vornehmlich mit Auftritten in Fernsehspielen, darunter als terrorisierte Ehefrau in Gaslicht neben Dieter Borsche. Troogers Bekanntheitsgrad kulminierte zwei Jahre später, 1962, schlagartig durch den Durbridge-Sechsteiler Das Halstuch, der als der erfolgreichste und spannendste Film der Reihe gilt und den Begriff des Straßenfegers prägte. Sie spielte darin Marian Hastings, die zwielichtige Besitzerin eines Modesalons und Verlobte des reichen Gutsbesitzers Alistair Goodman (Erwin Linder), die es dem ermittelnden Kriminalinspektor Harry Yates (Heinz Drache) nicht gerade leicht machte, den wahren Täter zu überführen. Die Leser der Jugendzeitschrift Bravo wählten sie 1962 auf den dritten Platz der Bravo-Otto-Wahl als eine der beliebtesten Fernsehschauspielerinnen des Jahres.
Bis heute gilt Margot Trooger als ein prägendes Gesicht der Edgar-Wallace-Filme. Sie war in drei Filmen der Reihe zu sehen, darunter als elegante, mysteriöse Gattin des von René Deltgen dargestellten kriminellen Genies in Der Hexer (1964). Die 1960er-Jahre stellten den qualitativen und quantitativen Höhepunkt in der Karriere Margot Troogers dar: Binnen weniger Jahre war sie in mehr als fünfzig Film- und Fernsehproduktionen zu sehen. Dabei versuchte sie einer Stereotypisierung zu entkommen; ihre Rollen changierten eindrucksvoll zwischen kraftvoller Feminität in Raumschiff Orion (1966), Zerbrechlichkeit in Der Kirschgarten (1966) nach Anton Tschechow, moderner Unabhängigkeit in Dem Täter auf der Spur (1968) und psychischer und physischer Gebrochenheit in Eine Gefangene bei Stalin und Hitler (1968). Auch die Rolle der „matronenhaften, zänkischen Glucke“ wurde von Trooger ausgefüllt, etwa Fräulein Prysselius in Pippi Langstrumpf (1969) sowie als Fräulein Rottenmeier in Heidi (1965). Zeitgleich baute Trooger ihre Synchron- und Hörspieltätigkeit aus und unterstrich den Variantenreichtum ihrer Schauspielkunst. Gern gab sie ihrer tiefen Stimme wahlweise einen leidenschaftlichen (u. a. bei Simone Signoret in Das Narrenschiff) oder warmherzigen Unterton (u. a. als Erzählerin in der Filmtrilogie Immer dieser Michel).
Nach dem Jahrzehnt intensiver Arbeit (u. a. auch mit Serienhauptrollen wie in Unser Sohn Nicki, Familie Mack verändert sich, FBI und Der Herr Kottnik) zog sich Margot Trooger ab 1972 nach und nach ins Privatleben zurück. Eine ihrer bekanntesten späten Rollen war (an der Seite von Lil Dagover und Heinz Bennent) die Adele Koenen in der Tatort-Episode Wodka-Bitter-Lemon (1975). Trooger litt an Lungenfibrose und beendete daher 1977 ihre berufliche Tätigkeit.
Trooger war mit dem Bühnenbildner Jörg Zimmermann verheiratet; die Ehe wurde 1964 geschieden. Aus der Beziehung mit ihrem Theaterkollegen Will Quadflieg stammt ihre Tochter Sabina Trooger (* 10. April 1955), die ebenfalls als Schauspielerin und Synchronsprecherin tätig ist. Ein Jahr vor Margot Troogers Tod erschien ihr Lyrikband Sommerwiesen, Winterwälder – Gedichte vom Dasein im Verlag R. S. Schulz. Trooger lebte unter anderem in Mauerberg in Oberbayern.
Margot Trooger starb am 24. April 1994 im Alter von 70 Jahren in ihrem Haus in Mörlenbach und wurde auf dem dortigen Friedhof beigesetzt.

## Filmografie
- 1949: Ich mach dich glücklich
- 1952: Lockende Sterne
- 1952: Wenn abends die Heide träumt
- 1954: Die Stadt ist voller Geheimnisse
- 1954: Das Bekenntnis der Ina Kahr
- 1955: Rosen im Herbst
- 1957: Nebel (TV)
- 1958: Die Bernauerin (TV)
- 1959: Konto ausgeglichen (TV)
- 1959: Die Gerechten (TV)
- 1959: Peterchens Mondfahrt (TV)
- 1960: Die Dame in der schwarzen Robe (TV)
- 1960: Jeanne D’Arc auf dem Scheiterhaufen (TV)
- 1960: Gaslicht (TV)
- 1961: Vorsätzlich (TV)
- 1962: Das Halstuch (TV-Mehrteiler von Francis Durbridge)
- 1962: Lockende Tiefe (TV)
- 1962: Nur tote Zeugen schweigen
- 1962: Das lange Weihnachtsmahl (TV)
- 1963: Candida (TV)
- 1963: In einer fremden Stadt (TV)
- 1963: Elf Jahre und ein Tag
- 1964: Ein Frauenarzt klagt an
- 1964: Der Hexer
- 1964: Drei von uns / Zwischenlandung Düsseldorf
- 1964: Das Verrätertor
- 1965: Die letzte Vorstellung (TV)
- 1965: Die schwedische Jungfrau
- 1965: Und nicht mehr Jessica (TV)
- 1965: Heidi, Österreich
- 1965: Klaus Fuchs – Geschichte eines Atomverrats (TV)
- 1965: Neues vom Hexer
- 1966: Intercontinental Express (TV-Serie, eine Folge)
- 1966: Die venezianische Tür (TV)
- 1966: Angeklagt nach § 218 (Der Arzt stellt fest…)
- 1966: Der Fall Rouger (TV)
- 1966: Unser Sohn Nicki (Fernsehserie)
- 1966: Der Kirschgarten (TV)
- 1966: Raumpatrouille (TV-Serie Folge Der Kampf um die Sonne)
- 1967: Ein Mädchen wie das Meer (La grande sauterelle)
- 1967: Das Rasthaus der grausamen Puppen
- 1967: Die spanische Puppe (TV)
- 1968: Jet Generation
- 1968: Gefangene bei Hitler und Stalin (TV)
- 1968: Familie Mack verändert sich (Fernsehserie)
- 1968: Haus Herzenstod (TV)
- 1968: Dem Täter auf der Spur (TV-Serie, Folge Schrott)
- 1969: Ich bin ein Elefant, Madame
- 1969: Pippi Langstrumpf (TV-Serie, 11 Folgen), Schweden
- 1969: Pippi Langstrumpf
- 1969: Ellenbogenspiele
- 1969: Pippi geht von Bord, Schweden
- 1969: Van de Velde: Das Leben zu zweit – Die Sexualität in der Ehe
- 1969: Christoph Kolumbus oder Die Entdeckung Amerikas (TV)
- 1969: Dem Täter auf der Spur (TV-Serie, Folge Das Fenster zum Garten)
- 1970: FBI – Francesco Bertolazzi investigatore (Miniserie, sechs Folgen)
- 1970: Dem Täter auf der Spur (TV-Serie, Folge Puppen reden nicht)
- 1971: Dem Täter auf der Spur (TV-Serie Flugstunde)
- 1971: Wir hau’n den Hauswirt in die Pfanne
- 1971: Rosy und der Herr aus Bonn
- 1972: Das Kurheim (TV-Serie, Folge Monika)
- 1973: Einfach davonsegeln! (TV)
- 1974: Mordkommission (TV-Serie, Folge Das Verschwinden von Karin Klar)
- 1974: Auch ich war nur ein mittelmäßiger Schüler
- 1974: Histoires insolites (TV-Serie, Folge Les gens de l’été)
- 1974: Der Herr Kottnik (Fernsehserie, 13 Folgen)
- 1975: Tatort: Wodka Bitter-Lemon (Fernsehreihe)
- 1976: Feinde (TV)
- 1977: Der Abgeordnete von Bombignac (TV)

## Auszeichnungen
- 1961: Goldener Bildschirm
- 1962: Bravo Otto in Bronze
- 1962: Goldener Bildschirm
- 1963: Bravo Otto in Silber
- 1963: Goldener Bildschirm
- Goldene Rose
- Nominierung in Barcelona als weltbeste Fernsehschauspielerin

## Bücher
- Sommerwiesen, Winterwälder – Gedichte vom Dasein. Verlag R. S. Schulz, Starnberg 1993, ISBN 3-7962-0534-8.